# Proyecto Gran Simio
El Proyecto Gran Simio (PGS) (en inglés, Great Ape Project (GAP)), es una organización internacional formada por primatólogos, antropólogos y filósofos fundada en 1993, que promueve una Declaración de los Derechos de los Grandes Simios de las Naciones Unidas, que otorgaría ciertos derechos legales a los grandes simios: chimpancés, gorilas, bonobos y orangutanes.
EL PGS también monitorea la actividad individual de los grandes simios en los Estados Unidos y en España a través de un programa de censo. Una vez establecidos los derechos, el PGS exigiría la liberación de los grandes simios de su cautividad; actualmente hay 3100 en Estados Unidos, incluyendo 1280 en investigación biomédica.[cita requerida]
El libro del mismo título publicado en 1993, editado por los filósofos Paola Cavalieri y Peter Singer, incluye contribuciones de 34 autores reconocidos (como Jane Goodall y Richard Dawkins) que enviaron artículos manifestando su apoyo al proyecto. Los autores argumentan que los seres humanos son animales inteligentes con una vida social, emocional y cognitiva variada. Si los grandes simios también muestran estos atributos, se merecen la misma consideración que los humanos aplican a los miembros de su propia especie, de acuerdo con los autores. Richard Dawkins, en su correspondiente artículo dentro del libro, critica las actitudes morales de la sociedad contemporánea por basarse en una «imperativa discontinua y especista». El Proyecto Gran Simio se erige, de esa forma, como uno de los mayores intentos de reforma antiespecista aplicada a la política de varios países de los últimos tiempos.

Un feto humano, sin más sentimientos humanos que una ameba, goza de una reverencia y una protección legal que excede en gran medida a la que se le concede a un chimpancé adulto. Sin embargo, el chimpancé siente y piensa y, según evidencia experimental reciente, puede ser aun capaz de aprender una forma de lenguaje humano. El feto pertenece a nuestra propia especie y se le otorgan instantáneamente privilegios y derechos especiales debido a este factor.
Richard Dawkins

El libro resalta los descubrimientos que apoyan la capacidad de los grandes simios de poseer racionalidad y autoconsciencia, y la capacidad de tener consciencia de sí mismos como entidades distintas con un pasado y un futuro. Las conversaciones documentadas con simios (vía lengua de signos) son la base de estos descubrimientos. Otros temas abordados por el libro incluyen la división situada entre los humanos y los grandes simios, las especies como personas, el progreso en la adquisición de derechos para los retrasados mentales severos (antes una minoría ignorada) y la situación de los simios en el mundo actual.

## España
En mayo de 2006, el Partido Socialista Obrero Español (PSOE) y la Confederación de Los Verdes hicieron una Proposición No de Ley en el Parlamento Español para que se les reconozca el derecho a la vida, a la libertad y a no ser torturados a todos los grandes simios. La propuesta se discutiría en el parlamento a finales de mayo. Tras Nueva Zelanda, España sería el segundo país en conceder derechos especiales a los simios.
Sin embargo, dicha propuesta (si bien el proyecto afirmó el 25 de junio de 2008 desde su página que el congreso español había anunciado su apoyo) ha pasado su fecha de caducidad, puesto que en dos años no ha sido incluida en el orden del día de ninguna Comisión de Medio Ambiente. El 14 de enero de 2009, el diputado Joan Herrera formuló esta cuestión al gobierno y afirmó a la prensa:

"Sospechamos que, en ese momento, el Gobierno no fue lo suficientemente valiente para enfrentarse a las críticas que la iniciativa recibió, y no queremos que la situación se repita"
Joan Herrera.

El proyecto en España lo preside la filósofa Paula Casal. Su Director Ejecutivo es Pedro Pozas Terrados y el Secretario General Francisco Cuéllar Junio. Cuentan con iniciativas como el Concurso Literario "Grandes Simios" donde un premiado notable fue el escritor Fausto Padilla Morales.

## Nueva Zelanda
En octubre de 1999, el Parlamento de Nueva Zelanda promulgó una enmienda a su Ley de Bienestar Animal, que prohibía el uso de homínidos no humanos en la investigación, pruebas y enseñanza, excepto cuando tales usos son en el mejor interés de los homínidos no humanos. La Ley define un homínido no humano como cualquier miembro no humano de la familia Hominidae, siendo un gorila, chimpancé, bonobo u orangután. La ley entró en vigor en enero de 2000.
La prohibición se debió principalmente a una campaña de la filial de Nueva Zelanda del Proyecto Great Ape (GAP), que se dedica a extender los derechos legales (básicos) a los grandes simios y, por lo tanto, una mayor protección contra daños.

## Críticas
Jesús Romero-Samper, entomólogo, hace notar que entre los integrantes del Proyecto Gran Simio no consta ningún genetista, ni en el libro del mismo nombre ningún artículo referido al estudio del genoma. Razón por la cual, los miembros del proyecto se centran en las argumentaciones referidas a las capacidades intelectuales y aquellas otras relativas a la vida psíquica y emotiva.
El sacerdote Leopoldo Prieto López sostiene que una cosa es respetar a los animales y otra reconocer derechos humanos a quien no se le pueden exigir responsabilidades. Los partidarios argumentan que la extensión de derechos no tiene por qué estar relacionada con la asunción de responsabilidades. Así, personas con retrasos mentales graves deben tener garantizados todos sus derechos a pesar de su disfunción psíquica o social.
Iñigo Ongay ha apuntado que entre los simios no hay ética, porque no hay filosofía. Sin embargo, el principal problema, en la práctica, es que el Proyecto Gran Simio confunde la cuestión moral con la cuestión jurídica. El reconocimiento de "derechos morales" en la práctica es ambiguo y no sirve de nada. Solo se reconocerán derechos a los simios cuando el ordenamiento jurídico les otorgue derechos. Pero la inmensa mayoría de los juristas opinan que los animales no pueden ser sujetos de derechos (no pueden "tener derechos"). Ello se debe a que solo las personas pueden ser sujetos de derechos; si bien a esto se le podría hacer notar que peca de argumento circular.